# جيمس لايدلو ماكسويل
جيمس لايدلو ماكسويل (18 اذار 1836 في اسكتنلدا - آذار 1921) ويعتبر أول مبشر مسيحي مشيخي لفورموزا وهو الاسم القديم الذي أطلقه البرتغاليون على تايوان ويعني الجزيرة الجميلة) خلال «عهد تشينغ في تايوان» وخدم مع البعثة الإنجليزية البرسبتارية.
درس ماكسويل الطب في جامعة إدنبرة حيث أكمل درجته العلمية عام 1858 بأطروحة تحمل عنوان الكيمياء وعلم وظائف الأعضاء للطحال. عمل في لندن في مستشفى برومبتون وفي مستشفى برمنغهام العام، وكان عضوا قديما في الكنيسة البرسبتارية في شارع برود قبل أن ترسله الكنيسة البرسبتارية في إنجلترا (الموجودة حاليا ضمن الكنيسة الاصلاحية المتحدة) عام 1864، وتبرّع بطابعة صغيرة للكنيسة والتي استخدمت فيما بعد لطباعة أخبار كنيسة تايوان.
أنشأ جيمس أول كنيسة برسبتارية في تايوان بناء على طلب كلا من المبشريّن اتش. ال. ماكينزي وكارستيرز دوقلس في 16 حزيران 1868 وتحتفل الكنيسة بهذا التاريخ كذكرى سنوية لها وتركزت مهمته في البداية على العاصمة تايوان فو آنذاك (حاليا مدينة تاينان)، وانتقل بالقرب من كايجين في عام 1868 والتي تعد حاليا جزءا من كاوشيونغ حيث يوجد مكان عمله، وأصبح مرحّبا أكثر في مجالي الطب والتبشير معا. ونصح الرائد الكندي والمبشر البرسبتاري جورج ليزلي ماكاي في بدايات عام 1872 أن يبدأ عمله في تايوان الشمالية بالقرب من تامسوي.
تزوج من ماري ان غودال (المتوفية في يناير 1918) في 7 نيسان 1868 في هونغ كونغ وأنجبا طفلين، جون بريستون وجيمس لايدلو الابن اللذان أصبحا أطباء ومبشرين فيما بعد. تقاعد في لندن عام 1885 حيث أسس فيها الجمعية التبشيرية الطبية وشغل منصب سكرتير فيها أيضا. وأشرف هو وأبنائه على بناء مستشفى«سن لاو» في تاينان وهي أول مستشفى اتسمت بالطابع الغربي في تايوان. خدم جيمس ماكسويل الابن في مستشفى تاينان من عام 1900 وحتى عام 1923 خلال الحقبة اليابانية لتايوان.